# Кубок обладателей кубков ФИБА 1966/1967
Кубок обладателей кубков 1967 — первый розыгрыш второго по значимости турнира, победу в котором одержал итальянский Варезе.

## Квалификационный раунд
| Команда #1 | Разница   | Команда #2       | 1 игра | 2 игра |
| ---------- | --------- | ---------------- | ------ | ------ |
| Стокгольм  | 0 — 4     | Динамо Бухарест  | 0-2    | 0-2    |
| Ховентуд   | 225 — 95  | Бенфика Лиссабон | 107-38 | 118-57 |
| Хельсинки  | 149 — 206 | Висла Краков     | 77-97  | 72-109 |

## 1/8 финала
| Команда #1          | Разница   | Команда #2         | 1 игра | 2 игра  |
| ------------------- | --------- | ------------------ | ------ | ------- |
| Динамо Бухарест     | 144 — 152 | Андерлехт          | 86-70  | 58-82   |
| Ховентуд            | 182 — 121 | Фламенго Харлем    | 84-49  | 98-72   |
| Гиссен              | 141 — 206 | Висла Краков       | 77-106 | 64-100  |
| Варезе              | 150 — 111 | Нант               | 81-43  | 69-68   |
| Дикирх              | 170 — 210 | Спартак Брно       | 69-94  | 101-116 |
| Университет Стамбул | 139 — 155 | Партизан           | 71-75  | 58-80   |
| Маккаби Т-А         | 172 — 162 | Арис               | 101-71 | 71-91   |
| Ботев Бургас        | 153 — 147 | Ханделсминистериум | 83-74  | 70-73   |

## 1/4 финала
| Команда #1   | Разница   | Команда #2   | 1 игра | 2 игра |
| ------------ | --------- | ------------ | ------ | ------ |
| Ховентуд     | 120 — 176 | Маккаби Т-А  | 69-101 | 51-75  |
| Висла Краков | 135 — 139 | Ботев Бургас | 75-52  | 60-87  |
| Варезе       | 159 — 128 | Партизан     | 83-55  | 76-73  |
| Андерлехт    | 145 — 179 | Спартак Брно | 76-88  | 69-91  |

## 1/2 финала
| Команда #1   | Разница   | Команда #2   | 1 игра | 2 игра |
| ------------ | --------- | ------------ | ------ | ------ |
| Спартак Брно | 136 — 142 | Варезе       | 83-84  | 53-58  |
| Маккаби Т-А  | 158 — 128 | Ботев Бургас | 91-60  | 67-68  |

## ФИНАЛ
| Команда #1 | Разница   | Команда #2  | 1 игра | 2 игра |
| ---------- | --------- | ----------- | ------ | ------ |
| Варезе     | 144 — 135 | Маккаби Т-А | 77-67  | 67-68  |

## Победитель
| Победитель Кубка Кубков 1967 |
| ---------------------------- |
| Варезе 1-й титул             |